# Trans-アコニット酸 3-メチルトランスフェラーゼ
trans-アコニット酸 3-メチルトランスフェラーゼ(trans-aconitate 3-methyltransferase、EC 2.1.1.145)は、以下の化学反応を触媒する酵素である。
S-アデノシル-L-メチオニン + trans-アコニット酸{\displaystyle \rightleftharpoons }S-アデノシル-L-ホモシステイン + (E)-2-(メトキシカルボニルメチル)ブテン二酸
従って、この酵素の2つの基質はS-アデノシル-L-メチオニンとtrans-アコニット酸、2つの生成物はS-アデノシル-L-ホモシステインと(E)-2-(メトキシカルボニルメチル)ブテン二酸である。
この酵素は、転移酵素、特に1炭素基を転移させるメチルトランスフェラーゼのファミリーに属する。系統名は、S-アデノシル-L-メチオニン:(E)-プロプ-1-エン-1,2,3-トリカルボン酸 3'-O-メチルトランスフェラーゼ(S-adenosyl-L-methionine:(E)-prop-1-ene-1,2,3-tricarboxylate 3'-O-methyltransferase)である。